# Testni poligon Semipalatinsk
Testni poligon Semipalatinsk (STS ali Semipalatinsk-21), znan tudi kot Poligon, je bil primarno testno prizorišče za jedrsko orožje Sovjetske zveze. Je v stepi na severovzhodu Kazahstana (takrat Kazahstanska SSR), južno od doline reke Irtiš. Znanstvene stavbe za poligon so bile približno 150 km zahodno od mesta Semipalatinsk (leta 2007 se je preimenoval v Semej), blizu meje regije Vzhodni Kazahstan in regije Pavlodar. Večina jedrskih preizkusov se je odvijala na različnih lokacijah na zahodu in jugu, nekatere vse do regije Karagandi.
Sovjetska zveza je v Semipalatinsku od leta 1949 do 1989 opravila 456 jedrskih poskusov, pri čemer ni upoštevala njihovega vpliva na lokalno prebivalstvo ali okolje. Sovjetske oblasti so več let skrivale popoln vpliv izpostavljenosti sevanju, izkazale pa so se šele po zaprtju testnega poligona leta 1991.
Od leta 1996 do 2012 je tajna skupna operacija kazahstanskih, ruskih in ameriških jedrskih znanstvenikov in inženirjev zavarovala odpadni plutonij v predorih gora.
STS je od zaprtja postal najbolje raziskano mesto za atomsko testiranje na svetu in edino na svetu, odprto za javnost.

## Zgodovina
Mesto je leta 1947 izbral Lavrentij Beria, politični vodja sovjetskega projekta atomske bombe (Beria je lažno trdil, da je 18.000 km² velika stepa 'nenaseljena'). Za gradnjo primitivnih testnih objektov, vključno z laboratorijskim kompleksom v severovzhodnem kotu na južnem bregu reke Irtyš je bila uporabljena delovna sila gulaga. Prvi preizkus sovjetske bombe, operacija Prva strela (Američani so ji dali vzdevek Joe One), je bila izvedena leta 1949 iz stolpa na poligonu Semipalatinsk in povzročila jedrske padavine po bližnjih vaseh (ki jih je Beria zanemaril zaradi evakuacije). Isto območje ('eksperimentalno polje', območje 64 km zahodno od mesta Kurčatov) je bilo uporabljeno za več kot 100 naslednjih nadzemnih preizkusov orožja.
Poznejši poskusi so bili preseljeni v kompleks reke Čagan in v bližino Balapana na vzhodu STS (vključno s testnim poligonom Čagan, ki je ustvaril jezero Čagan). Ko so bili atmosferski preskusi prepovedani, so preskušanje prenesli na podzemne lokacije v mestu Čagan, Muržik (na zahodu) in v kompleksu gorovja Degelen na jugu, ki je prepredeno z vrtinami in jarki tako za podkritične kot nadkritične preskuse. Po zaprtju delovnega taborišča Semipalatinsk je gradbene naloge opravljal 217. poseben inženirski in rudarski bataljon (ki je pozneje zgradil Kozmodrom Bajkonur). Med letom 1949 in prenehanjem atomskega testiranja leta 1989 je bilo na STS izvedeno 456 eksplozij, od tega 340 podzemnih (vrtine in predori) in 116 nadzemnih (bodisi padci zraka bodisi izstreljeni iz stolpa). Laboratorijski kompleks, še vedno upravno in znanstveno središče STS, se je preimenoval v mesto Kurčatov po Igorju Kurčatovu, vodji začetnega sovjetskega jedrskega programa. Lokacija mesta Kurčatov je na različnih zemljevidih običajno prikazana kot Konečnaja (ime železniške postaje; zdaj Degelen) ali Moldari (ime vasi, ki je bila kasneje vključena v mesto.
Kompleks Semipalatinsk je bil med svojim delovanjem zelo zanimiv za tuje vlade, zlasti v fazi, ko so se na poskusnem polju izvajale eksplozije nad tlemi. Več preletov U-2 je pregledalo učinke priprav in orožja, preden so ga nadomestili s satelitskim ugotavljanjem. Ameriška obrambna obveščevalna agencija naj bi bila prepričana, da so Sovjeti na majhni raziskovalni postaji, ki je bila na mestu testiranja, zgradili ogromno postajo za orožje s snopom. Ta manjša raziskovalna postaja, ki jo je ministrstvo za obrambo poznalo kot PNUTS (Possible Nuclear Underground Test Site - možno jedrsko podzemno območje preskušanja) in CIA kot URDF-3 (Unidentified Research and Development Facility-3 - neznani raziskovalni in razvojni sklad-3), je bilo za ameriške opazovalce zelo zanimivo. Po padcu Sovjetske zveze leta 1991 je bilo ugotovljeno, da je skrivnostni URDF-3 imel nalogo raziskovati jedrsko toplotno raketo, podobno ameriški NERVA (Nuclear Engine for Rocket Vehicle Application).
Mesto je uradno zaprl predsednik Kazaške sovjetske socialistične republike Nursultan Nazarbajev 29. avgusta 1991.

## Zapuščina
Sovjetska zveza je svoje zadnje poskuse opravila leta 1989. Po razpadu Sovjetske zveze leta 1991 je bilo to mesto zapuščeno. Jedrski material je bil zaprt v gorskih predorih in zvrtanih luknjah, ki so bili praktično nezavarovani in ranljivi za zbiralce, lopovske države ali morebitne teroriste. Skrivno čiščenje Semipalatinska je bilo javno objavljeno leta 2010.
Po nekaterih testiranjih je radioaktivni material ostal na zdaj zapuščenem območju, vključno s pomembnimi količinami plutonija. Tveganje, da bi material lahko padel v roke lopovov ali teroristov, je veljalo za eno največjih groženj jedrske varnosti po razpadu Sovjetske zveze. Operacija za reševanje problema je bila delno vlivanje posebnega betona v testne luknje, da se veže odpadni plutonij. V drugih primerih so bile vodoravne preskusne luknje zatesnjene in vhodi pokriti. Nazadnje so oktobra 2012 kazahstanski, ruski in ameriški jedrski znanstveniki in inženirji praznovali zaključek tajne 17-letne operacije v višini 150 milijonov dolarjev za zaščito plutonija v tunelih gora.
Veliki deli STS so se odprli od leta 2014, nadaljevala se je gospodarska dejavnost: večinoma rudarstvo, pa tudi kmetijstvo in turizem. Kot na drugih območjih, ki jih je prizadela radioaktivnost, in pomanjkanje človeškega vmešavanja, je postalo STS zatočišče divjih živali. 

## Anti-nuklearno gibanje
Protijedrsko gibanje v Kazahstanu, Nevada Semipalatinsk, je bilo ustanovljeno leta 1989 in je bilo eno prvih večjih protijedrskih gibanj v nekdanji Sovjetski zvezi. Vodil ga je avtor Olzhas Sulejmenov in na svoje proteste in kampanje privabil na tisoče ljudi, ki so na koncu privedli do zaprtja jedrskega testnega poligona v Semipalatinsku leta 1991.
Po mnenju Unesca je Nevada-Semipalatinsk igrala pozitivno vlogo pri spodbujanju razumevanja javnosti o »nujnosti boja proti jedrskim grožnjam«. Gibanje je dobilo svetovno podporo in je postalo »resničen zgodovinski dejavnik iskanja rešitev globalnih ekoloških problemov«.

## Vplivi na zdravje
Študije, opravljene na Cambridgeu, so odvzele vzorce krvi štirideset različnih družin, ki so živele v okrožju Kazahstana, ki so bile neposredno izpostavljene visokim stopnjam padavin iz sovjetskih nuklearnih poskusov. Te študije so zaključile, da se je pri posameznikih, ki so bili med 1949 in 1956 izpostavljeni padavinam, približno 80 % povečalo območje minisatelitske regije njihove DNK. Otroci teh posameznikov so imeli v svojih mini-satelitskih regijah 50 % več mutacij v primerjavi s svojimi kontrolnimi osebami. Nekateri zdravstveni znanstveniki še vedno niso prepričani, kaj mutacije zarodnih celic pomenijo za zdravje posameznikov, vendar je vedno več dokazov, da lahko te mutacije povečajo genetsko nagnjenost k nekaterim boleznim, kot so bolezni srca in ožilja. Obstajajo tudi dokazi, da je povečana stopnja mutacije DNK povezana s podaljšano izpostavljenostjo sevanju. V daljši študiji, ki je bila opravljena v obdobju 40 let, je bila ugotovljena povezava med izpostavljenostjo sevanju in razširjenostjo trdnih tumorjev. Najpogostejša mesta za tumorje so bili požiralnik, želodec, pljuča, dojke in jetra. Ugotovljeno je bilo, da imajo ta mesta statistično značilna povečanja razširjenosti v primerjavi s kontrolno skupino. Vendar na nekaterih telesnih mestih ni bilo pomembne razlike v številu: maternični vrat, ledvica, rektum in trebušna slinavka. Podatki študije kažejo, da obstaja povezava med dolžino izpostavljenosti in količino, s skupno smrtnostjo in smrtnostjo zaradi raka. Kljub temu je povezava med stopnjo izpostavljenosti sevanju in učinkom še vedno predmet razprav.
Sovjetske oblasti so dolga leta skrivale popoln vpliv izpostavljenosti sevanju. Splošno soglasje zdravstvenih raziskav, ki so jih opravili na kraju, odkar je bil poligon zaprt je, da so radioaktivne padavine iz jedrskih poskusov neposredno vplivale na zdravje približno 200.000 lokalnih prebivalcev. Znanstveniki so natančneje povezali višje stopnje različnih vrst raka s posledicami obsevanja. Prav tako je v več študijah raziskana povezanost med izpostavljenostjo sevanju in nepravilnostmi ščitnice. Program BBC je leta 2010 trdil, da je bil na najhuje prizadetih lokacijah eden od 20 rojenih otrok z genetskimi okvarami. Britanski filmski ustvarjalec Antony Butts je v svojem filmu  After the Apocalypse  (2010) dokumentiral nekatere vplive na genetsko zdravje.
Nedavno deklasificirano poročilo CIA ponuja izjavo prič iz prve roke o neposrednih vplivih jedrskih poskusov v bližini Semipalatinska leta 1955. V tem poročilu vir, ki je bil novembra 1955 v bližini sovjetskega termonuklearnega poskusa, opisuje izgubo sluha.

## Mesto podpisa sporazuma o srednjeazijskem območju prostem jedrskega orožja
Semipalatinsk je bil kraj, ki so ga Kazahstan, Kirgizistan, Tadžikistan, Turkmenistan in Uzbekistan izbrali za podpis Sporazuma o srednjeazijskem območju prostem jedrskega orožja (podpisan 8. septembra 2006), s katerim so obeležili tudi 15. obletnico zaprtja testnega območja.

## V popularni kulturi
Film Ispitanie iz leta 2014 je iz perspektive nekaterih lokalnih prebivalcev izmišljen prikaz prvega sovjetskega jedrskega poskusa.